# بنزوئیل پروکساید
بنزوئیل پروکساید (به انگلیسی: Benzoyl+peroxide)
رده درمانی: داروهای ضدآکنه
اشکال دارویی: پماد

## موارد مصرف
بنزوئیل پروکساید در درمان آکنه مصرف می‌شود. این دارو خواص لایه برداری نیز دارد. همچنین در دندانپزشکی از این ماده به عنوان سفیدکننده دندان استفاده میکنند.

## ساختار شیمیایی
بنزوئیل پروکساید یک ترکیب شیمیایی با شناسه پاب‌کم ۷۱۸۷ است. که جرم مولی آن 242.23 g/mol می‌باشد. شکل ظاهری این ترکیب، جامد بی‌رنگ است.

## عوارض جانبی
در برخی افراد استفاده این دارو ممکن است باعث واکنش های پوستی مانند خارش، پوسته ریزی، و تحریک و قرمز شدن پوست بشود. همچنین در افراد آلرژیک به این دارو، احتمال بروز سرگیجه، تنگی نفس، خارش، و بثورات پوستی یا ورم وجود دارد.